# Battista Agnese

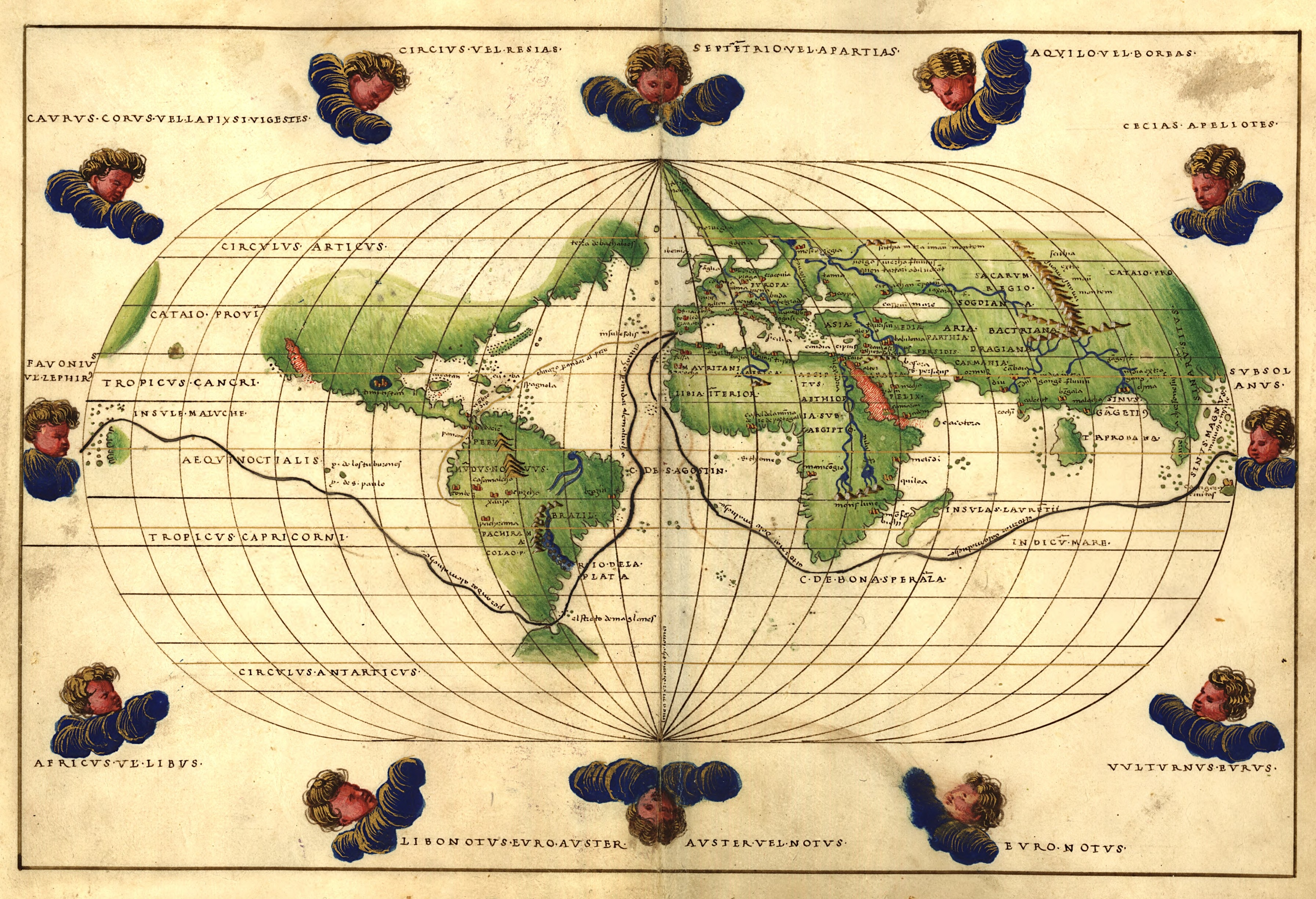
Wereldkaart uit de Portolan Atlas door Battista Agnese (1544)

Battista Agnese  (ca. 1500 - 1564) was een Genuees cartograaf die in Venetië actief was. Gedurende zijn leven maakte hij bijna honderd handgetekende atlassen, waarvan er meer dan zeventig bewaard zijn gebleven die door hem zijn ondertekend of aan zijn school kunnen worden toegeschreven.
Over de persoon Agnese is vrijwel niets bekend, maar zijn atelier domineerde de cartografie van de 16e eeuw.
In 1525 vervaardigde hij een vroege kaart van Moskovië, gebaseerd op geografische gegevens verstrekt door de Russische ambassadeur Dmitri Gerasimov aan Paolo Giovio.
Zijn atelier produceerde tussen 1534 en 1564 minstens 71 handgemaakte atlassen van zeekaarten, goedkoper dan de Dieppe-kaarten maar nog steeds beschouwd als fijn handwerk. Zijn atlassen worden beschouwd als kunstwerken vanwege hun perfectie en schoonheid. De atlassen waren niet bedoeld voor navigatie, maar dienden vooral als informatieve pronkstukken voor welgestelde opdrachtgevers. Zoals ook bij andere cartografen gebruikelijk was, werden zijn atlassen vaak op eigen initiatief gemaakt, in de verwachting er later een koper voor te vinden. Dat blijkt uit sommige van zijn atlassen waar het kader, waar het wapen van de eigenaar zou moeten staan, leeg werd gelaten.
Een van de bekendste werken van Agnese is een wereldatlas in opdracht van keizer Karel V voor zijn zoon Filips II. Waarschijnlijk gemaakt rond 1542, toont het Baja California al correct als een schiereiland. Er bestaan ook Agnese-atlassen voor keizer Karel V, Hendrik VIII, Cosimo I de' Medici, Alfonso II d'Este, Gaspard de Coligny, en voor verschillende hooggeplaatste geestelijk leiders.
Agnese had de gewoonte nieuwe geografische ontdekkingen aan zijn kaarten toe te voegen. Zo nam hij bijvoorbeeld op zijn wereldkaart de route van de reis van Ferdinand Magellaan op, evenals de route naar Peru via de landengte van Panama, waar veel van de Spaanse edelmetalen werden gevonden.
Hoewel zijn collega's zijn werk niet als wetenschappelijk interessant beschouwden en zijn naam nooit werd genoemd als bron voor belangrijke atlassen in de laatste decennia van de 16e eeuw, genoot zijn atelier desalniettemin internationale reputatie.
- Biblioteca Nacional de España: XX1439211
- Bibliothèque nationale de France: cb15327349n (data)
- Stuttgart Database of Scientific Illustrators 1450–1950: 5172
- Gemeinsame Normdatei: 119115115
- International Standard Name Identifier: 0000 0003 8320 9717
- Library of Congress Control Number: n81089266
- Nationale bibliotheek van Australië: 35112164
- Nationale Bibliotheek van Israël: 987007360017905171
- Nederlandse Thesaurus van Auteursnamen: 071536043
- SNAC: w6gf284h
- Système universitaire de documentation: 14974871X
- Trove: 830075
- Union List of Artist Names: 500048088
- Virtual International Authority File: 311404893